# Liste des seigneurs de La Haye-du-Puits

## Les seigneurs de La Haye-du-Puits
Les tenants de la seigneurie de La Haye-du-Puits sont indiqués en gras dans les généalogies suivantes.

### Famille de La Haye
- Turstin Haldup († av. 1080), baron de La Haye-du-Puits et du Plessis
  × Anna ou Emma
  - Eudes au Capel († 3 février 1098)
  - Raoul Ier († av. 1098), sénéchal du comte Robert de Mortain
    - Robert de La Haye « senior » († 1154-1155), baron de La Haye-du-Puits
  × Muriel de Lincoln
      - Richard de La Haye († 1169), baron de La Haye-du-Puits, connétable de Normandie 
  × c. 1140 Mathilde de Vernon († 1209), dame de Varenguebec
        - Gilette († 1189)
  × Richard II du Hommet († 1200) (→ famille du Hommet)
        - Nicole épouse de Gilbert de Canville[note 1]
        - Isabelle épouse de Guillaume de Rollos
          - descendance

      - Raoul II, baron du Plessis
        - Raoul
        - Robert « junior »
        - Hue
          - branche des La Haye-Hue ; branche des Hays d'Erroll (Écosse)

        - William
        - Richard
        - Geoffrey

      - Cécile
  × Roger de Saint-Jean
        - Guillaume, fondateur de la Lucerne en 1162 épouse d'Olive
        - Robert

  - Adélaïde, religieuse à l'abbaye Sainte-trinité de Caen en 1066
  - Emme († 1094)
  × Ernauld d'Échauffour († 1064)
    - Guillaume († Italie)
    - Rainauld, moine
    - Pétronille, religieuse à Angers
    - Gève, religieuse à l'abbaye Sainte-trinité de Caen

### Famille du Hommet
- Richard II du Hommet († 1200)
  × Gillette de La Haye († 1189)
  - Guillaume III du Hommet (° v. 1191-1252)
  × Laurence de Courcy († 1240) → 2 filles
  × Eustache de Montbray († 1254)
    - Jean Ier du Hommet († 1253)

  - Jourdain III du Hommet (° v. 1194-1271)
  × Anne
    - Jean
    - Julienne du Hommet († av. 1278)
  × Robert Ier de Mortemer († 1277) (→ famille de Mortemer)
    - Nicole épouse d'Amaury de Villiers
    - Jeanne épouse de Philippe de Hotot

### Famille de Mortemer
- Robert Ier de Mortemer († 1277)
  × Julienne du Hommet
  - Guillaume de Mortemer, connétable de Normandie, Sgr de Mortemer, Varenguebec et La Luthumière
    - Jeanne
  × Guillaume V Crespin († 1313), connétable de Normandie, Sgr de Dangu, Le Bec, Mortemer, Varenguebec
      - Guillaume Crespin († 1330)
  × Mahaud de Beaume
        - Jeanne († 1374)
  × Jean II de Melun († 1382)
          - Jean III de Melun, comte de Tancarville († 1385) épsouse Ode de Marigny, sans postérité
          - Guillaume IV, vicomte de Melun († 1415)
  × Jeanne de Parthenay
            - Marguerite († 1440)
  × Jacques de Harcourt († 1428), Sgr de Montgomery
              - Famille Matignon ; comtes de Torigni Grimaldi, princes de Monaco

        - Marie épouse Jean de Châlons, comte d'Auxerre

  - Robert II de Mortemer
    - Guillaume de Mortemer
      - Guillaume de Mortemer, sans postérité

    - Robert III de Mortemer
      - Jean Ier de Mortemer
        - Jean II de Mortemer, sans postérité (→ vente en 1356 : Mathieu Campion épouse de Jeanne de Mortemer → Jeanne Campion)
        - Guillaume
        - fille épouse de Raoul Campion

### Familles Campion - Colombières - Bricqueville
- Jeanne Campion († 1414)
  × Henri de Colombières († 1381)
  - Jean
    - Olivier de Colombières (1404 à 1418) → confiscation par le roi d'Angleterre - baronnie sous l'autorité de Jean de Lancastre, duc de Bedford (1418 Jean Cheyne, 1425 Waultier)
      - Jean de Colombières
  × Guillemette de Beauchamps 1450
        - François de Colombières (de 1460 environ à 1491) → vend le 29 juin 1491 à Christophe de Cerisay

  - Guillaume
  - Raoul
  - Jeanne
- × Roger de Bricqueville († 1404), fils de Guillaume de Bricqueville Sgr de Laulne et de Jeanne de Meullent, 7 enfants dont:
  - Guillaume épouse de Jeanne de Méautis
  - Roger épouse d'Huguette de La Haye

### Familles Cerisay - Brézé
- Christophe de Cerisay († 1491), Sgr de Vesly, Montereul, Fauguernon, conseiller et chambellan du roi, bailli de Cotentin, fils de Guillaume de Cerisay, vicomte de Carentan, grand bailli de Cotentin et de Jacqueline de Rentot
  × Françoise de Magneville
  - Marie de Cerisay
  × Gaston de Brézé → vente en 1511 à Jean de Magneville
    - Louis de Brézé

### Famille de Magneville
- Jean II de Magneville
  × Philippine de Tallevende
  - Jean III de Magneville († entre 1492-1498)
  × Marie de Tollevast
    - Jean IV de Magneville († entre 1515-1522)
  × Guillemette de Grimouville
      - Arthur Ier de Magneville († 10 mai 1556)
  × Marguerite de Beauvais, dame des Essarts, sans postérité légitime (2 enfants naturels)
        - Pierre d'Outresoulle
        - Jacques de Magneville dit de La Haye

      - Louis de Magneville († 29 avril 1568)
  × Catherine de Mesnildot (épousera en secondes noces Antoine de Sillans), sans postérité légitime (2 enfants naturels)
        - Laurent de La Haye-Magneville
        - Guillaume de Magneville dit Michel

    - Françoise de Magneville
  × Christophe de Cerisay
      - Marie de Cerisay
  × Gaston de Brézé → vend en 1511
        - Louis de Brézé († 1589, à Paris), évêque de Meaux

  - Guillaume
  - Robert († av. 1517)
  × Catherine Portefait
    - Jacques de Magneville allias Jean, Sgr de Geffosse, Courcy, Magneville
  × Marie de ?
      - Richard de Magneville
        - Arthur II de Magneville († entre 1602-1606)
  × Roberte de Valois
  × Claude de Rabodanges
  × Hilaire Hamon
  × Judith aux Épaules († apr. 1614)
          - Gédéon de Magneville († 1645)
  × Esther d'Orbec
  × Judith Le Loup, fille Gédéon, remariée, en 1649, à Charles Mustel
          - Jacques de Magneville → vend en 1648 à Pierre Davy et Nicolas Jallot
          - Gabriel de Magneville, Sgr de Geffosse en Bessin
  × Françoise de Franquetot
          - Jeanne
  × Fr. de Montaigu
          - N.
  × N. Moynet, Sr de Cleuville
          - Françoise
  × Eustache de Thieuville
            - Louise de Thieuville
            - Suzanne de Thieuville
  × François Selles, Sgr de Sebrantot et de Ravenoville, fils de Louis et Madeleine de Folligny

    - Jean

  - Guy, prêtre, curé d'Urville
  - Richard

### Familles Davy - Mustel - Dufay - de Motteville - de Thieuville - Caillebot de La salle
- Pierre-Louis Davy, marquis d'Amfreville, Sgr de Sortosville, Liesville, Gourbesville, Fermanville, fils de Louis Davy († 1614), petit-fils de Catherine de Pirou
  × 1629 Jeanne Gigault de Bellefond
  - Charles († 1692), marquis d'Amfreville, lieutenant général des armées navales
  - Jacques († 1697), dit le chevalier Davy, capitaine des vaisseaux du roi

- Charles Mustel († av. 1668), Sgr de Boisroger
  × 1649 Judith Le Loup, veuve de Gédéon de Magneville

- Nicolas Jallot Sgr de Saint-Rémy des Landes, achète, en 1648, les domaines, terres et fief de la baronnie de La Haye-du-Puits sauf château, à Jacques de Magneville

- Louis Dufay (1622-1692), président du Parlement de Normandie en 1667. En 1656, érection de la baronnie en marquisat, et en 1670 procès de sorcellerie
  × 1651 Anne de Magneville, fille de Gabriel de Magneville
  × 1688 Marie Graindor († 1706)
  - Françoise Dufay
  × Bruno-Emanuel Langlois de Motteville (1668-1737), 1er Président de la Chambre des comptes, président du Parlement de Rouen de 1692 à 1729
    - Marie-Louis-Bruno de Motteville (° 1697), président du Parlement de Rouen en 1729
  × 1717 Claude-Louise Le Peigné

→ vente en 1759
- Hervé-Charles de Thieuville (1719-1786), Sgr de Bricquebosc, marquis de Montaigu et la Brisette
  × 1752 Marie-Anne Le Fèvre de Gourmont († 1791), marquise de Montaigu
  - François (1765-1779)
  - Catherine (née en 1753) épouse d'André de Hennot, comte d'Octeville
  - Jeanne (1754-1836) épouse en 1777  le marquis J.-B. de Thiboutot († 1795)

→ vente en 1773
- Marie-louis Caillebot de La Salle (1716-1796). En 1776, union avec le marquisat de La Salle sous le nom de marquisat de Caillebot La Salle